# HOVS Praha
HOVS Praha (celým názvem: Hokejový odbor vysokoškolského sportu Praha) byl československý klub ledního hokeje, který sídlil v Praze. V sezóně 1937/38 se klub zúčastnil nejvyšší hokejové soutěže v zemi. Ve skupině A skončil klub na 3. místě, což mu zajišťovalo setrvání v lize i pro další ročník. Ročník 1938/39, ale nebyl vlivem politických událostí v Československu sehrán jako celostátní liga, hrálo se pouze na úrovni župních mistrovství. Ve středočeské župě skončil klub na 3. místě. Zanikl v listopadu 1939 po uzavření vysokých škol a jejich organizací protektorátními úřady.
Své domácí zápasy odehrával na zimním stadionu Štvanice s kapacitou 8 000 diváků.

## Přehled ligové účasti
Stručný přehled
Zdroj:
- 1932–1933: Mistrovství I. třídy (amatérská soutěž v Československu)[7]
- 1933–1934: Mistrovství II. třídy (amatérská soutěž v Československu)[8]
- 1934–1935: Mistrovství II. třídy – sk. B (amatérská soutěž v Československu)[9]
- 1935–1936: Mistrovství I. třídy (amatérská soutěž v Československu)[10]
- 1936–1937: Středočeská divize (2. ligová úroveň v Československu)
- 1937–1938: 1. liga – sk. A (1. ligová úroveň v Československu)
- 1938–1939: Středočeská župa (2. ligová úroveň v Protektorátu Čechy a Morava)

Jednotlivé ročníky
Zdroj:
Legenda: ZČ - základní část, červené podbarvení - sestup, zelené podbarvení - postup, fialové podbarvení - reorganizace, změna skupiny či soutěže
| Československo (1936 – 1939) |                    |           |          |                                       |              |
| Sezóny                       | Soutěž             | Úroveň    | ZČ       | Play-off, nadstavba, sk. o udržení... | Poznámky     |
| 1936/37                      | Středočeská divize | 2. úroveň | 1. místo |                                       | Postup       |
| 1937/38                      | 1. liga – sk. A    | 1. úroveň | 3. místo |                                       | Reorganizace |
| 1938/39                      | Středočeská župa   | 2. úroveň | 3. místo |                                       |              |